# Zdzisław Dąbrowski
Zdzisław Dąbrowski (ur. 18 lutego 1930 w Mielcu, zm. 15 stycznia 1983 w Krakowie) – polski koszykarz, występujący na pozycji środkowego, zawodnik Wisły Kraków, reprezentant polski, trener koszykarski, nauczyciel, międzynarodowy sędzia koszykówki.
Sędziował 150 spotkań międzynarodowych, w tym 30 o Puchar Europy. Pełnił też funkcję sędziego między innymi na mistrzostwach Europy juniorów w Jugosławii (1972), Uniwersjadzie w Moskwie (1973) oraz wielu innych.
W latach 1974–1983 był nauczycielem wychowania Fizycznego w Wyższej Szkole Pedagogicznej w Krakowie.

## Osiągnięcia i wyróżnienia
Drużynowe
- Mistrz Polski (1954)
- 3-krotny wicemistrz Polski (1952, 1956, 1959)
- 2-krotny brązowy medalista mistrzostw Polski (1957, 1958)
- Zdobywca Pucharu Polski (1952)
- 2-krotny finalista Pucharu Polski (1953, 1958)
- Mistrz I Ogólnopolskiej Spartakiady Zrzeszeń Sportowych (1951)
- Uczestnik II Międzynarodowych Igrzysk Młodzieży (1951 – Berlin)

Indywidualne
- 2-krotny lider strzelców polskiej ligi (1951–1952)

Trenerskie
- Mistrz Polski juniorów (1968)

## Odznaczenia
- Odznaka „Zasłużony Mistrz Sportu” (1966)
- Odznaka „Mistrz Sportu”
- Medal 100-lecia Sportu Polskiego
- Złota Odznaka Polskiego Związku Koszykówki